# Alhendín
Alhendín – gmina w Hiszpanii, w prowincji Grenada, w Andaluzji, o powierzchni 50,81 km². W 2011 roku gmina liczyła 7746 mieszkańców.
Znaleziska archeologiczne znalezione w gminie z czasów prehistorycznych świadczą o pochodzeniu Alhendína.